# Антилло
Антилло (итал. Antillo) — коммуна в Италии, располагается в области Сицилия, в провинции Мессина.
Население коммуны составляет 1130 человек (2008 г.), плотность населения составляет 26 чел./км². Занимает площадь 43 км². Почтовый индекс — 98030. Телефонный код — 0942.
Покровительницей коммуны почитается Пресвятая Богородица (Madonna della Provvidenza), празднование 22 августа.

## Демография
Динамика населения:

## Администрация коммуны
- Официальный сайт: https://web.archive.org/web/20100304034646/http://www.comunediantillo.it/